# Belén Rodríguez Lario
Belén Rodríguez Lario (Sevilla, 2 de agosto de 2006) es jugadora de balonmano del Club Balonmano Granollers y de la Selección Española de Balonmano.

## Trayectoria
Ha ganado notoriedad en el ámbito juvenil gracias a su desempeño tanto en competiciones nacionales como internacionales. Desde los 5 años, Belén demostró un talento excepcional para el balonmano, deporte en el que se inició en el Club Balonmano Montequinto, una institución reconocida por formar a varias de las estrellas del balonmano español de base: Carmen Fidalgo o Marta Regordán salieron también del club quinteño. En el Balonmano Montequinto, jugó en las categorías inferiores y comenzó a destacar a nivel nacional. Durante su tiempo en este club, acumuló varios títulos a nivel regional y nacional, lo que la posicionó como una de las jugadoras más prometedoras de su generación.
Su progreso fue rápido, y pronto se consolidó como una jugadora fundamental en las categorías inferiores del club y en el equipo senior de División de Honor Plata. Gracias a su capacidad ofensiva, su visión de juego y su liderazgo en la cancha, Belén fue elegida capitana de la selección española sub-18.
Uno de los hitos en su carrera llegó en 2022, cuando Belén formó parte de la selección española Promesas que se alzó con el Campeonato de Europa Open en Suecia. Este logro colocó a la sevillana en el ojo mediático del mundo del balonmano. En 2023, continuó su ascenso al obtener la medalla de oro en el 16th Women's Mediterranean Handball Confederation Championship celebrado en Grecia, donde nuevamente destacó por su habilidad.
Pero, hasta la fecha, el éxito más grande de su carrera ha sido, en el año 2024, alzarse con el Campeonato Mundial Juvenil celebrado en China en 2024, dónde Belén lideró a la selección española juvenil hasta la victoria, obteniendo el primer título mundial de la categoría para España. En la final contra Dinamarca, Belén fue decisiva, anotando 8 goles en un partido que terminó con un ajustado 23-22. Su actuación le valió ser nombrada la Jugadora Más Valiosa (MVP) del torneo, consolidando su reputación como una de las mejores jugadoras jóvenes del mundo.
Antes de este éxito, y tras alzarse, con el club quinteño, como campeona de España juvenil, la joven sevillana se unió al Balonmano Granollers, donde continua desarrollando su carrera y demostrando su valía en la élite del balonmano, en el que debutó el 31 de agosto de 2024 ante el Atticgo Balonmano Elche y marcó su primer gol como jugadora profesional.

### Clubes
- -2024: Club Balonmano Montequinto
- 2024 - actualidad: Club Balonmano Granollers

## Palmarés

### Con la selección española
- 1 x  Medalla de oro en el Campeonato de Europa Open (Suecia, 2022)[6]
- 1 x  Medalla de oro en el 16th Women's Mediterranean Handball Confederation Championship (Grecia, 2023)[7]
- 1 x  Medalla de oro en el Europa Championship Juvenil (Bakú, Azerbaiyán, 2023)[11][12]
- 1 x  Campeona del Mundo Juvenil (China, 2024)[8]

### Con la selección andaluza
- 1 x Campeona de España cadete con la selección andaluza
- 1 x Campeona de España cadete de balonmano playa con la selección andaluza (2021)[13]

### Clubes
- 1 x Campeona de España Juvenil (2024)[14]
- 1 x Campeona de España Cadete (2022)[15]

### Galardones individuales
- MVP del Campeonato del Mundo Juvenil 2024.[5]
- Mejor joven promesa de la Liga Guerreras Iberdrola 2024/25.[16]

## Vida
Es hermana de los jugadores de balonmano Roberto Rodríguez, oro en los Juegos del Mediterráneo y Alfonso Rodríguez, plata europea en balonmano playa.